# Konstantín Balmont
Konstantín Dmítrievitx Balmont o Bàlmont rus: Константи́н Дми́триевич Бальмо́нт), nascut el 3 de juny de 1867 prop de Vladímir, llavors Imperi Rus, mort el 24 de desembre del 1942 a Noisy-le-Grand, França, fou un poeta simbolista, traductor i assagista rus de començament del segle xx, un dels representants més destacats de l'Edat de Plata de la poesia russa. També va traduir moltes obres d'autors occidentals.

## Biografia
Nascut en una família noble, va ingressar el 1886 a la Facultat de Dret de la Universitat de Moscou. Però ja el 1887, per haver participar en uns disturbis (relacionats amb la introducció d'un nou estatut universitari, que els estudiants consideraven reaccionari), Balmont va ser expulsat, arrestat i condemnat a tres dies a la presó de Butirka, i després, sense judici enviat a Xuia. El seu primer recull de poesia fou publicat a Iaroslavl l'any 1890. L'any 1895, s'adhereix al moviment simbolista. Els seus viatges a través del món sencer li proporcionaren detalls exòtics per als seus poemes.
Després haver saludat la Revolució de Febrer de 1917, donà suport a la temptativa de cop d'Estat de Kornílov. Després de la Revolució d'Octubre, abandonà el país i visqué, des de llavors, principalment a França.
l'any 1921, efectua amb el seu amic Serguei Prokófiev una estada a l'estació balneari de Saint-Brevin-les-Pins, on el compositor escrigué la música per a Cinc poemes de Balmont.

## Obra
Els seus primers versos són revolucionaris per llur contingut, després de la revelació l'any 1894, de la influència dels simbolistes.
La seva obra principal és "Sota el cel del nord" ("elegia, estrofes, sonets") rus: Под северным небом» («Элегии, стансы, сонеты») Pod severnim nebom» («Eleguii, stansi, soneti») (1894). "Serem com el sol. Llibre de símbols" rus: Будем как солнце. Книга символов Búdem kak solntse. Kniga símvolov (1903) i "Només l'amor. Set florits" rus: Только любовь. Семицветник Tolko lyubov. Semitsvétnik (1903) són típics dels seus versos melodiosos i inventius. Els seus versos escrits després del 1910 són considerats mediocres.
El cercle de literatures i autors estrangers, traduït per Balmont, fou extremadament ampli. En 1887-1889, es va dedicar principalment a traduccions de poetes d'Europa occidental: Heinrich Heine, Nikolaus Lenau, Alfred de Musset, Sully Prudhomme. Un viatge als països escandinaus (1892) va marcar l'inici de la seva nova afició, que s'implementa en les traduccions de Georg Brandes, Henrik Ibsen, Bjørnstjerne Bjørnson.
En 1893-1899, Balmont va publicar en set edicions les obres de Percy Bysshe Shelley en la seva pròpia traducció amb un article introductori. El 1903-1905, l'editorial "Znànie" va publicar la seva edició revisada i complementada en tres volums. Més èxit en termes artístics i reconeixement posterior van obtenir les traduccions de llibres d'Edgar Allan Poe, que es van publicar en 1895 en dos volums i posteriorment es van incloure en les obres completes del 1901.
Les traduccions de Balmont van abastar també nou drames de Pedro Calderón de la Barca (primera edició - 1900). També va traduir els poetes i dramaturgs espanyols Lope de Vega i Tirso de Molina, poetes, novel·listes i dramaturgs anglòfons - William Blake, Oscar Wilde, Lord Byron, Alfred Tennyson, John Milton, poemes de Charles Baudelaire. Importants per a la crítica literària són les seves traduccions d' "Història de la literatura escandinava" de Gorna (Moscou, 1894)i "Història de la literatura Italiana" de Gaspari (Moscou, 1895-1997). Balmont va eidtar també obres de Gerhart Hauptmann (1900 i posteriors), les obres de Hermann Sudermann (1902-1903), la "Història de la pintura" de Mutter (Sant Petersburg., 1900-1904). Balmont, després d'un viatge a Geòrgia el 1914, va estudiar l'idioma georgià. D'aquest estudi en sorgiria la traducció del poema de Xota Rustaveli L'embolcallat amb pell de pantera; el considerava el millor poema d'amor que mai s'hagi creat a Europa ("el pont del foc, que connecta el cel i la terra"). Després de visitar Japó el 1916, va traduir tankes i haikus de diversos autors japonesos, des dels més antics als més moderns.
Balmont sempre va considerar Rússia com a part integral del món eslau: "Sóc eslau i sempre ho seré", va escriure el poeta el 1912. Experimentava un amor especial per Polònia, la qual cosa es va plasmar en una gran quantitat de traduccions d'obres d'autors polonesos, en particular, les obres d'Adam Mickiewicz, Stanisław Wyspiański, Zygmunt Krasiński, Bolesław Leśmian, Jan Kasprowicz, Jan Lechoń; també va escriure molt sobre Polònia i la poesia polonesa. Més tard, el 1920, Balmont traduí poesia txeca (Jaroslav Vrchlický, "Poemes selectes". Praga, 1928), búlgara, sèrbia, croata i eslovaca. Balmont considerava Lituània com a similar al món eslau: les primeres traduccions de cançons populars lituanes es remunten al 1908. Entre els poetes que va traduir hi havia Petras Babickas, Mykolas Vaitkus i Liudas Gira; amb aquest últim, Balmont va mantenir una estreta amistat. El llibre de Balmont "Les llums del nord". Poemes sobre Lituània i Rússia" rus: Северное сияние. Стихи о Литве и Руси Sevérnoie siànie. Stikhi o Litve i Russies va publicar el 1931 a París.
El poeta mai no aspirava a l'exactitud de les traduccions: per a ell, era important transmetre l'esperit de l'original, tal com ho sentia.A més, va comparar la traducció amb la "reflexió" i creia que podria ser "més bella i radiant" que l'original:
| «                                                                           | El fet de donar, en la traducció, una equivalència artística, és una tasca mai no realitzable. Una obra d'art, en la seva essència, és única, i única en el seu rostre. Només podem donar alguna cosa que s'hi aproxima més o menys. De vegades es dona una traducció exacta, però l'ànima desapareix, de vegades es dona una traducció lliure, però l'ànima hi continua sent. De vegades, la traducció és correcta, i l'ànima roman allà. Però, parlant en termes generals, la traducció poètica és només un eco, una resposta, un ressò, una reflexió. Com a norma general, l'eco és més pobre que el so, l'eco reprodueix només parcialment la veu despertada, però de vegades, a les muntanyes, en coves, en els castells de volta, el ressò que ha sorgit, profetitzarà la vostra exclamació set vegades, set vegades el ressò serà més bell i més fort que el so. Succeeix de vegades, però molt rarament, i amb traduccions poètiques. I el reflex és només un pàl·lid reflex del rostre. Però amb l'alta qualitat d'un mirall, en una troballa de reeixdes condicions de la seva posició i il·luminació, el bell rostre al mirall és més bell i radiant a l'existència reflectida. El ressò al bosc és un dels millors encants. | » |
| — Guennadi Praixkévitx, Samiie znamenitie poeti Rossii. Konstantín Balmont. | |   |

És també autor de prosa autobiogràfica, memòries, filològiques, estudis històrics i literaris i assaigs crítics. El 1923 fou nominat al Premi Nobel de Literatura.

## Poema (fragment)
| «                                  | (rus) СМЕРТЬ Не верь тому, кто говорит тебе, Что смерть есть смерть: она — начало жизни, Того существованья неземного, Перед которым наша жизнь темна, Как миг тоски — пред радостью беспечной, Как чёрный грех — пред детской чистотой. Нам не дано познать всю прелесть смерти, Мы можем лишь предчувствовать её, — Чтоб не было для наших душ соблазна До времени покинуть мир земной И, не пройдя обычных испытаний, Уйти с своими слабыми очами Туда, где б ослепил нас высший свет. | (català) MORT No creguis aquell que et digui, Que la mort és la mort: és l'inici de la vida, L'existència del sobrenatural, Al front del qual la nostra vida és fosca, Com un moment d'anhel - enfront de l'alegria de la despreocupació, Com un pecat negre - enfront de la puresa infantil. No se'ns fa conèixer tot l'encant de la mort, Només podem tenir pressentiments, - Perquè no hi hagi cap temptació per a les nostres ànimes Fins al moment de deixar el món de la terra I, sense haver superat les proves habituals, Marxar amb els teus ulls febles Allà on el món superior ens encegaria. | » |
| — K. Balmont, Sota el cel del nord | | |   |

## Judicis sobre Konstantín Balmont
Segons Nikita Struve, a la seva Anthologie de la poésie russe,l'obra immensa de Balmont (deu volums des de 1913) no ha estat gaire estudiada. Per a Mandelxtam, és «un estranger a la poesia russa». No obstant això, renovà la tècnica del vers, la seva invenció de sonoritats és indiscutible. Va exercir el seu paper en l'evolució del gust a l'encreuament del gual entre dos segles. Certament, la seva poesia sonora, molt brillant, sovint ampul·losa, sembla avui en dia inadequada.
Al seu article Anita ! Adorada ! Femmes fatales et étrangères dans la poésie de Konstantin Baľmont publicat a Slavica bruxellensia (2009), Eric Metz fa palès en ell, juntament amb l'aspecte decadent del tema eròtic, l'impuls de la mort i el vitalisme associat. També fa èmfasi en la importància de la momentània, en l'amor de la seva poesia, "determinada per l'ideal dandy" i "la xenofília aplicada a la temàtica amorosa".
De tots els memorialistes, els records més càlids sobre K.D. Balmont els va deixar Marina Tsvetàieva, que era molt amiga del poeta: 
| «                                                                                 | Si em permeten definir Balmont en una sola paraula, no dubtaria a dir-la: Poeta ... No diria pas això sobre Iessenin, sobre Mandelxtam, sobre Maiakovski, sobre Gumiliov, o fins i tot sobre Blok, per a tots els que anomenat així, hi havia una altra cosa més que el poeta. Més o menys, millor o pitjor, però - una altra cosa. A Balmont, a més del poeta, no hi ha res més. Balmont - Poeta-adequat. A Balmont, en cada gest, pas, paraula, segell, l'estrella del poeta. | » |
| — Tsvetàieva M.I., Obres completes. Op. en 7 vol Moscou, 1994. Vol. 4, pàgina 271 | |   |